# ビューティフル (ゆずの曲)
「ビューティフル」は、ゆずの配信限定シングル。2023年8月23日にセーニャ・アンド・カンパニーから配信。

## 概要
前作「SUBWAY」から約2か月ぶりとなるシングル。ゆずの配信シングルとしては初めて2曲で配信される。
表題曲の「ビューティフル」は、2023年8月15日より放映される日本生命CM『Play, Support.「支え合いが、未来をつくる」篇』のCMソングに起用される。
日本生命CMは2023年FIBAバスケットボール・ワールドカップを戦うバスケットボール男子日本代表の背中を押すべく、カテゴリーの垣根を越えてバスケットボール界全体を応援する内容となっており、日本生命、日本バスケットボール協会、日本車いすバスケットボール連盟が連携して実施する取組み「ALL BASKETBALL ACTION」の一環として制作されたバスケ男子日本代表選手への応援ムービーにも「ビューティフル」が使用されている。 
2曲目として同時配信される「Frontier」も、
2022年9月30日〜10月2日にさいたまスーパーアリーナで開催されたNBAのプレシーズンゲーム「NBA Japan Games 2022 Presented by Rakuten & NISSAN」の公式ソングであり、2曲ともバスケットボールにちなんだタイアップ曲となっている。

## 収録曲
1. ビューティフル
  - 作詞 : 北川悠仁　作曲 : 北川悠仁・TeddyLoid

「新たなゆずの応援歌」のキャッチコピーのもと、諦めずに前に進んでいく姿は「美しい」と肯定して未来に進んでいく様を描いた歌詞とタイムリープしたかのように展開される曲構成のエールソング[1]。
新宮良平が監督を務めたミュージックビデオは、リリース約1ヶ月後にこけら落とし公演を行うKアリーナ横浜で撮影され、ゆずが総勢45人のパフォーマーとともにTAKAHIROが振り付けた躍動感あふれるパフォーマンスを展開している[3]。また、MVより先に公開されていたオフィシャルビジュアライザーは、フラワーアーティスト・東信が主宰のAMKKによる、花が咲いて枯れるまでをタイムラプス撮影した映像作品「Drop Time」シリーズとコラボレーションしており、楽曲の世界観と同シリーズが持つ「花と祈り」「生と死」のテーマが合致していることからコラボが実現した。アーティスト写真も、黒背景に浮かぶユリの花をバックにゆずの二人が佇むという、オフィシャルビジュアライザーの世界観を踏襲したものとなっている[4]。
2. Frontier
  - 作詞・作曲 : 北川悠仁

バスケットボールを彷彿とさせるリズミカルでスピード感のある曲調で、自ら道を切り拓き挑戦し続ける姿を応援する歌詞が際立つ曲となっている[2]。2022年10月1日に開催された「NBA Japan Games 2022」内のファンイベント「NBA Japan Games Saturday Night 2022 Presented by Rakuten & NISSAN」で初披露された後、2023年に開催された「YUZU TOUR 2023 Rita -みんなとまたあえる-」でも披露されていたが、同ツアーでの反響を受け、約1年越しでのリリースが決定した[2]。
また「NBA Japan Games 2022」開催前に、NBAの選手や試合の映像とコラボしたショートバージョンのイメージビデオが、日本向けNBA公式動画配信サービス「NBA Rakuten」と同サービスの公式YouTubeチャンネルにて公開されている[5]。